# Harald Rüssel
Harald Rüssel (* 26. September 1966 in Stolberg (Rheinland)) ist ein deutscher Koch.

## Werdegang
Rüssel entstammt einer Gastronomen-Familie. Nach seiner Kochausbildung im Burgkeller in Stolberg kochte er im 3-Sterne-Restaurant La Bonne Auberge in Antibes, der Traube in Grevenbroich bei Dieter L. Kaufmann und in den Schweizer Stuben in Wertheim-Bettingen bei Dieter Müller und später Fritz Schilling. Hier lernte Harald Rüssel seine spätere Frau kennen, die Sommeliere Ruth Weis. 1992 eröffneten die beiden Rüssels Landhaus St. Urban in Naurath (Wald), das schon im darauffolgenden Jahr einen Michelinstern erhielt.
Im Jahre 1999 moderierte er mit der 38 Folgen umfassenden Sendung Einfach köstlich – Kochen mit Harald Rüssel eine eigene Koch-Fernsehserie im SWR. Von 2000 bis 2006 war Rüssel Präsident der deutschen Sektion der Jeunes Restaurateurs d’Europe.
Für das SR Fernsehen moderierte er zusammen mit Manuel Andrack die Kochsendung „2 Mann für alle Gänge“.

## Auszeichnungen
- 1993 Ein Michelinstern
- 2007 Ehrenpräsident der Jeunes Restaurateurs d’Europe

## Veröffentlichungen
- Enno Dobberke (Texte), Peter Schulte (Photos): Rüssel. Das Kochbuch. Collection Rolf Heyne, München 2004, ISBN 978-3-89910-236-9.
- Ingo Swoboda (Texte), Bernd Grundmann (Photos): Harald Rüssel (SZ-Bibliothek der Köche; Bd. 3). Süddeutsche Zeitung, München 2008, ISBN 978-3-86615-553-4.
- Ingo Swoboda (Texte), Luzia Ellert (Photos). Die neue Landküche. Collection Rolf Heyne, München 2009, ISBN 978-3-89910-431-8.
- Süsses aus der Landküche. Neuer Umschau Buchverlag, Neustadt/Weinstrasse 2013, ISBN 978-3-86528-686-4.
- Freitags Fisch. Rezepte für jede Woche. Neuer Umschau Buchverlag, Neustadt/Weinstrasse 2013, ISBN 978-3-86528-685-7.